# Tromatobia ovivora
Tromatobia ovivora är en stekelart som först beskrevs av Karl Henrik Boheman 1821.  Tromatobia ovivora ingår i släktet Tromatobia och familjen brokparasitsteklar. Arten är reproducerande i Sverige. Inga underarter finns listade i Catalogue of Life.

## Bildgalleri

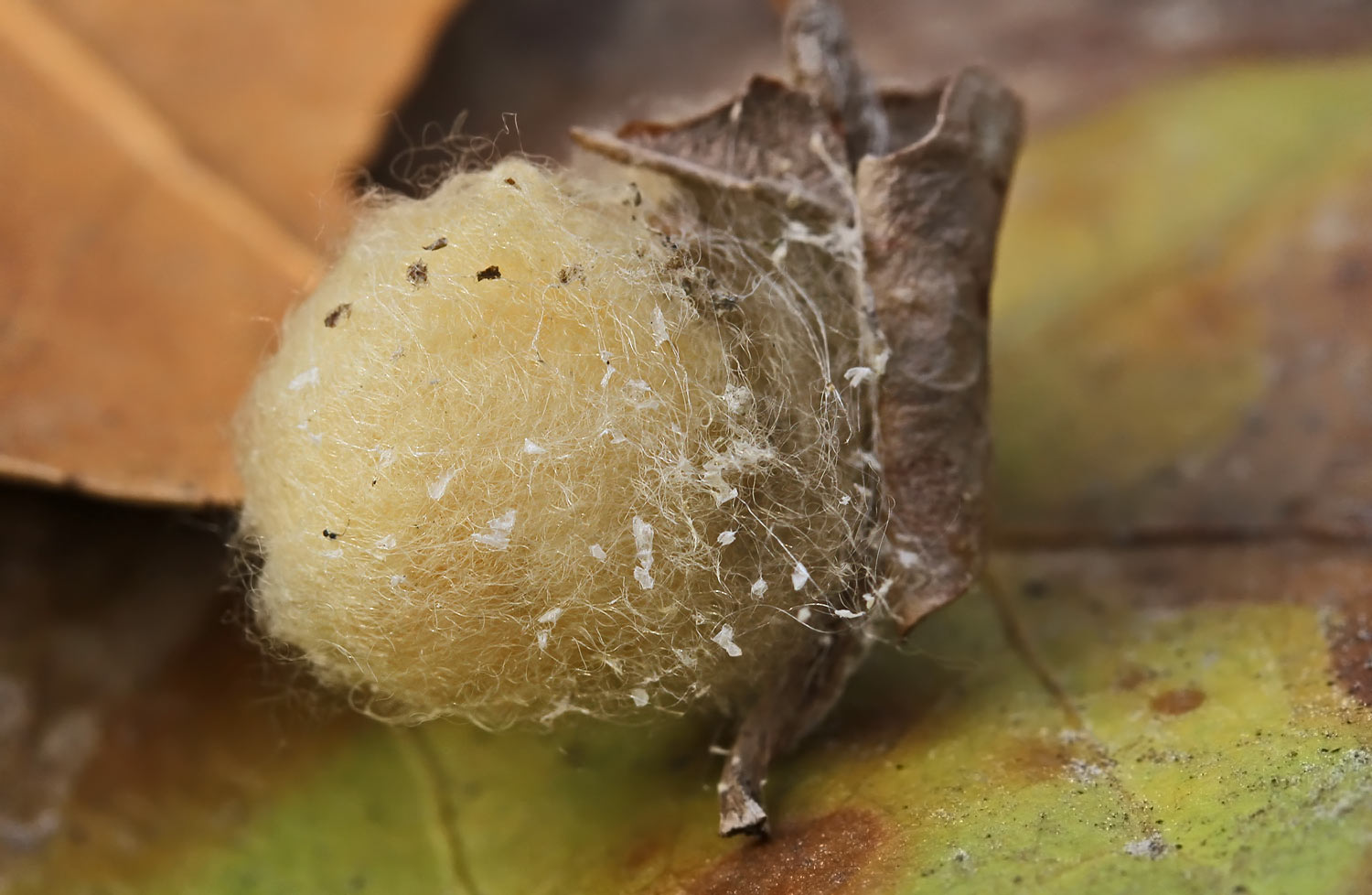
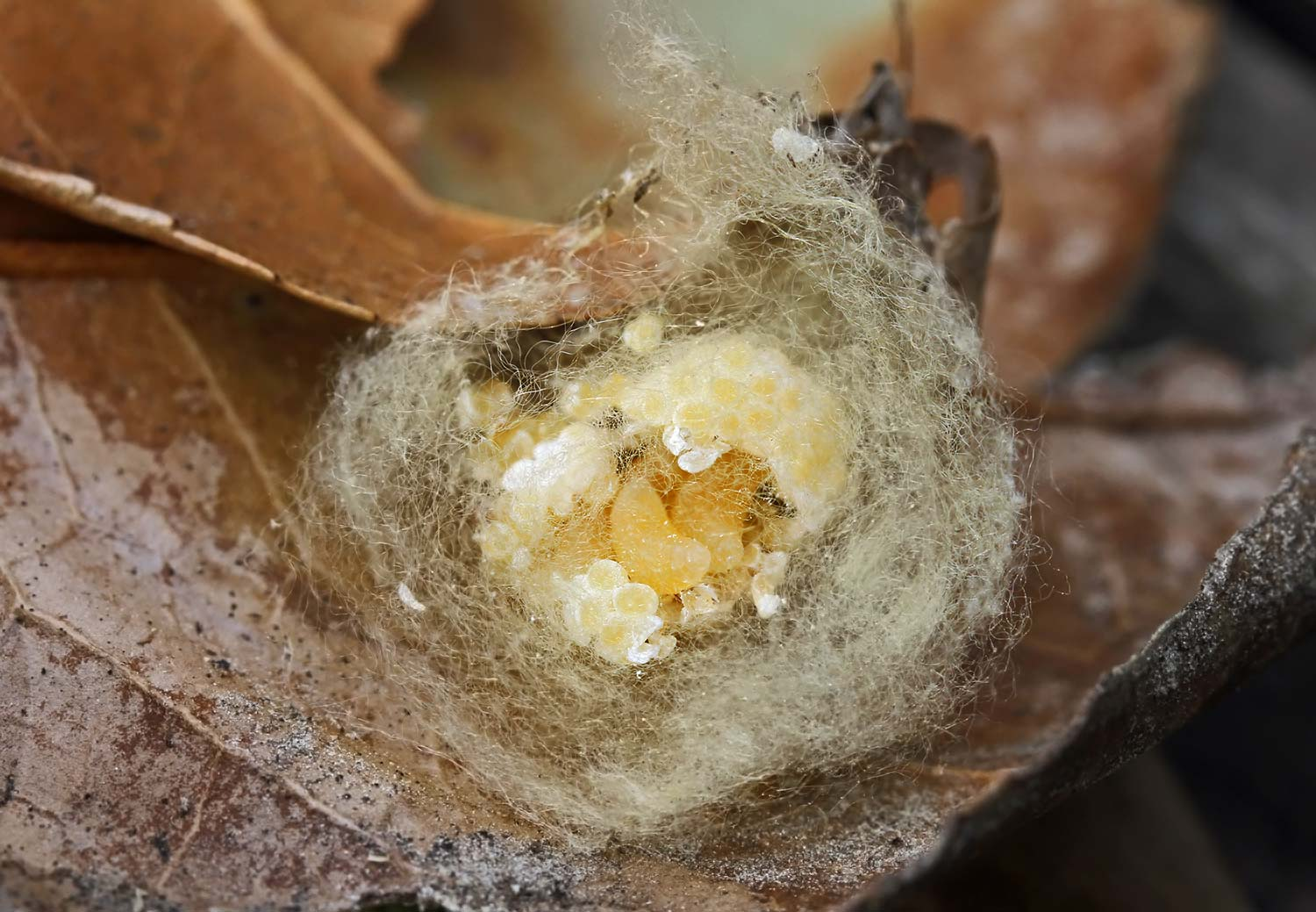
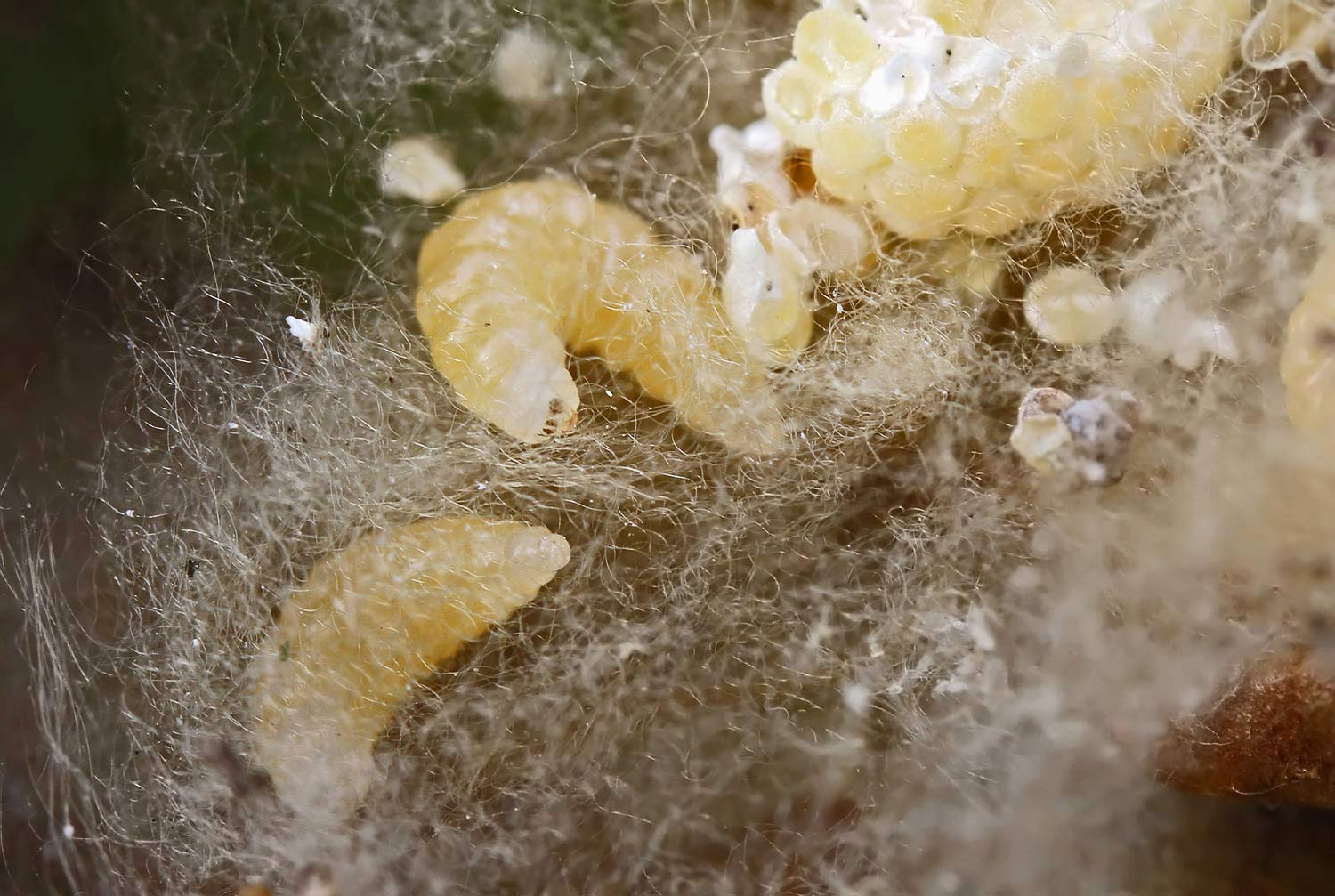
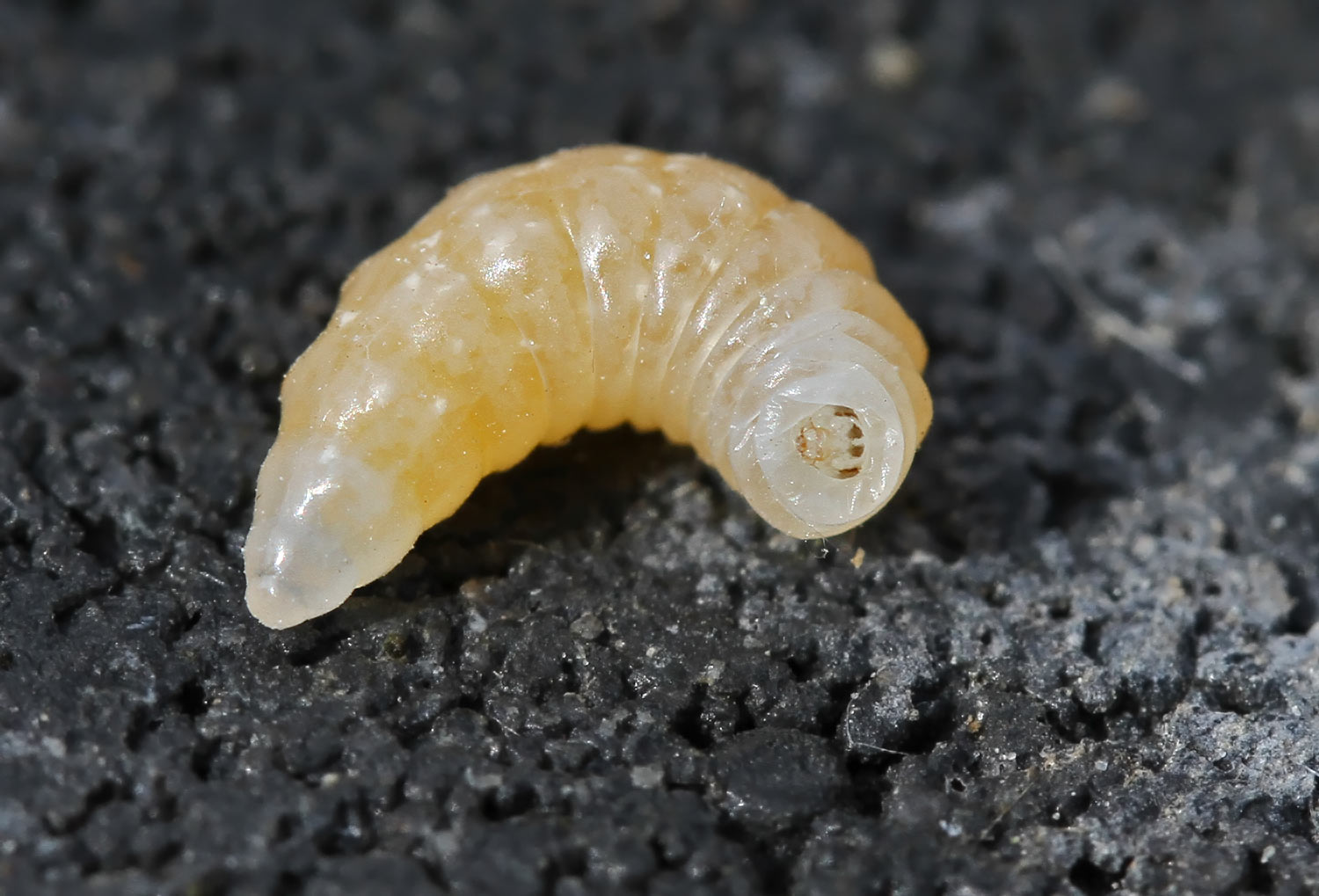
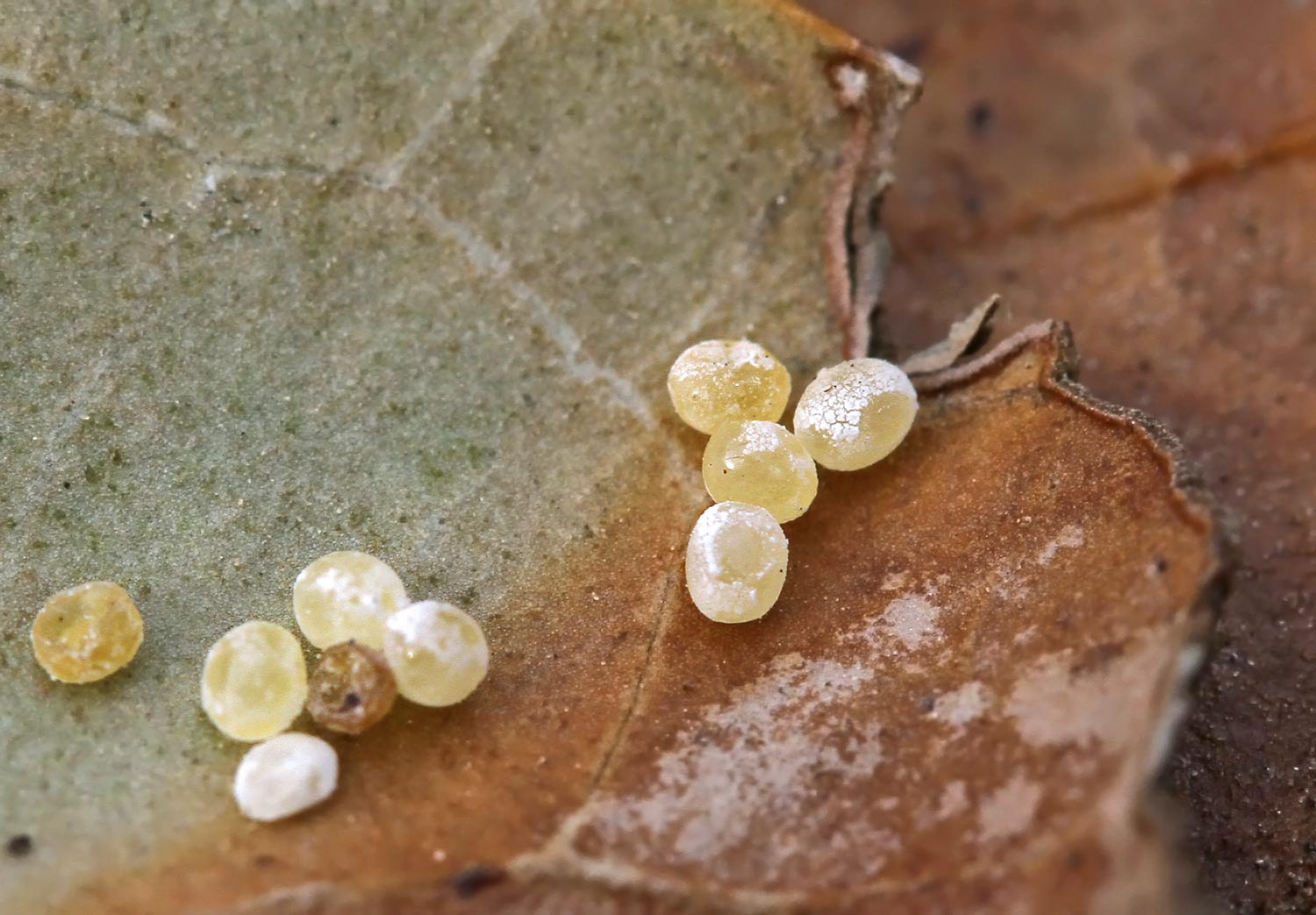
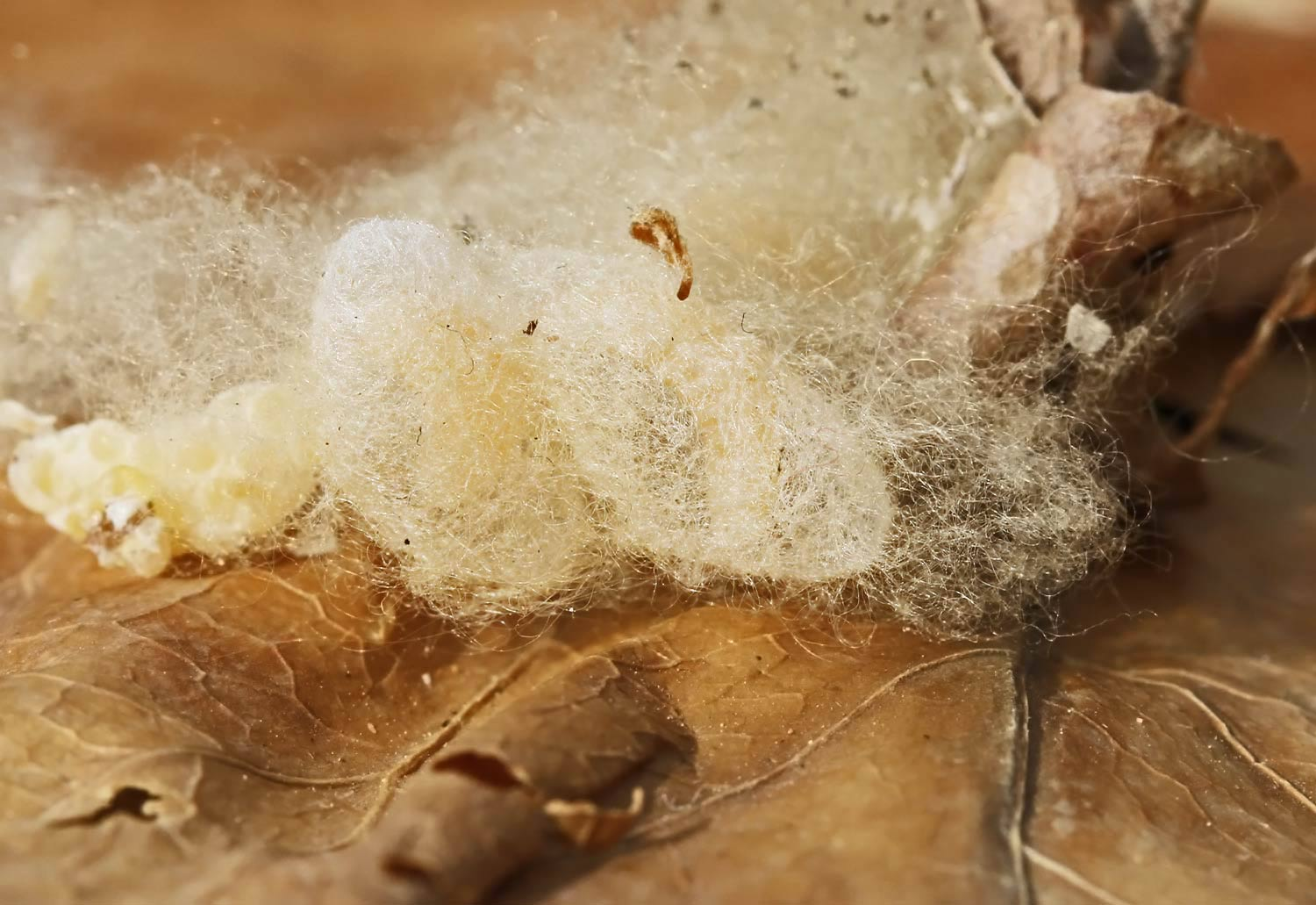